# Svetovni slovenski kongres
Svetovni slovenski kongres - SSK je društvo, ki so ga ustanovili ob osamosvojitvi Slovenije konec junija 1991. Nastalo je kot izraz edinstvenega zgodovinskega trenutka, ki je povezal vse Slovence v domovini in po svetu v času osamosvajanja Slovenije in njenega mednarodnega priznanja. Svetovni slovenski kongres povezuje in združuje Slovence doma in po svetu (zamejce, zdomce, izseljence) ne glede na nazorske, strankarske in druge razlike.
Poslanstvo Svetovnega slovenskega kongresa je – povezati Slovence širom sveta v duhu narodne zavesti, znanosti, gospodarstva in kulture. Zato je članstvo odprto vsem, ki jih zanima delo civilne družbe za boljšo prihodnost vseh Slovencev, za nadaljnji razvoj demokracije in etičnih vrednot v Republiki Sloveniji. Svetovni slovenski kongres želi namreč doseči, da bi se ljudje slovenskega porekl in rodu po vsem svetu čutili kot enotna narodna skupnost. Zato si je društvo dalo kot prvenstveno nalogo, da vzpostavi ploden odnos med Slovenci (kjerkoli bivajo) in matično domovino Slovenijo, da med sabo navezujejo stike, vstvarjajo nove vezi vzajemnosti in sodelovanja ter iskanja in vrednotenja skupnih interesov v blagor vsem.
Leta 2025 je Svetovni slovenski kongres (SSK) postal član mednarodne zveze nevladnih organizacij Europeans Throughout the World (ETTW) s sedežem v Bruslju, slovenec Dejan Valentinčič pa je bil izvoljen za njenega generalnega sekretarja. ETTW povezuje organizacije iz vse Evrope, ki delujejo na področju diaspor in zastopa interese pred inštitucijami Evropske Unije v Bruslju 17 milijonov Evropejcev, ki bivajo v drugih državah članicah EU, in 60 milijonov Evropejcev, ki živijo izven Evrope.
Za uresničitev svojih ciljev in svojega poslanstva Svetovni slovenski kongres pripravlja strokovne konference slovenskih strokovnjakov iz različnih znanstvenih in gospodarskih področij, prireja kulturne prireditve. Za mlajše generacije pripravi vsako leto tabor slovenskih otrok po svetu, kjer se učijo slovenščine in so v stiku s sorojaki iz drugih krajev sveta.

## Priznanja
Ob petindvajsetletnici ga je takratni predsednik Republike Slovenije Borut Pahor odlikoval z redom za zasluge.
Ob tridesetletnici so odkril spominsko ploščo na ljubljanskem Cankarjevem domu v spomin na pot prizadevanj Svetovnega slovenskega kongresa (SSK), njegovih članov in prijateljev, ki so pomagali uresničiti sanje o samostojnosti Slovenije.